# Darién régió

A Darién régió (spanyol: Región del Darién vagy Tapón del Darién) a közép-amerikai földszoros déli részén elterülő mocsarakkal és mocsárerdőkkel borított terület, mely Panama Darién tartománya és Kolumbia között található. Földrajzi értelemben itt különül el egymástól az észak-amerikai kontinenshez tartozó Panama-földszoros és Dél-Amerika.

## A Pánamerikai főútvonal

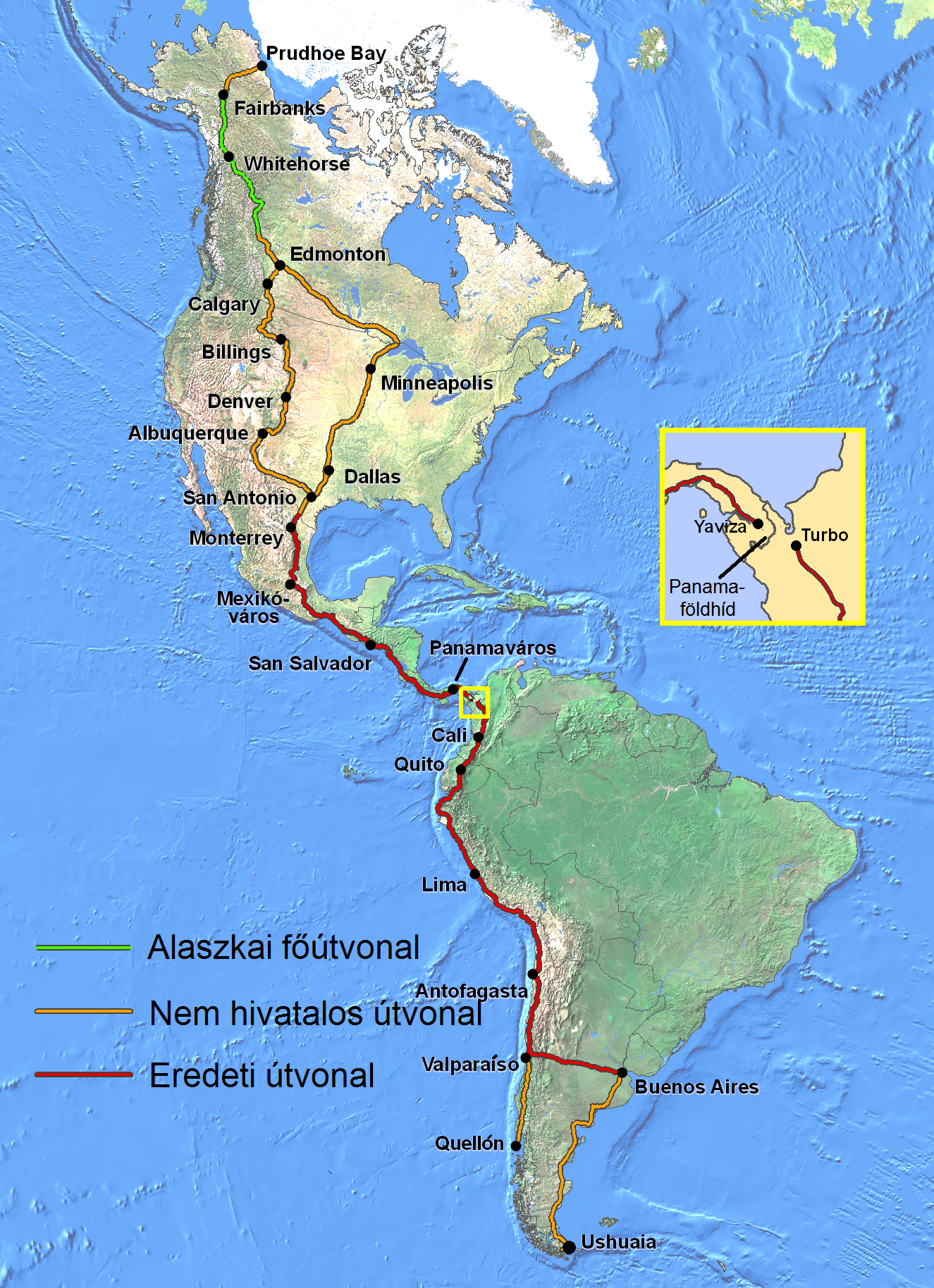
Pánamerikai főútvonal

A Pánamerikai főútvonal (spanyolul:Carretera Panamericana) utak hálózatát jelenti körülbelül 48 000 km-es hosszúsággal, teljes egészében átszelve Észak-, Közép- és Dél-Amerikát. Az egyetlen kivétel, ahol a főútvonal nem halad át, a Darién régió. A kolumbiai oldalon a főútvonal Lomas Aisladas-ban (Casa 40) végződik 7°38′N 76°57′W. A panamai oldalon Yaviza városánál 8°9′N 77°41′W található az út vége. A két végpont közötti távolság körülbelül 100 km, ahol vizenyős területek és erdők vannak.
Évtizedeken át erőfeszítéseket tettek a hiányzó főútvonal szakasz pótlására. A tervezés 1971-ben kezdődött az Amerikai Egyesült Államok finanszírozásával, de a környezetvédők által keltett aggodalmak miatt 1974-ben leállították. 1992-ben újabb erőfeszítést láthattunk az út megépítésére, ám 1994-ben az Egyesült Nemzetek Szervezete ügynökségének jelentése egy kiterjedt környezetpusztító hatásra hívta fel a figyelmet. Nyilvánvaló érvként szolgált, hogy a régió meggátolja a fertőzött szarvasmarhák Közép- és Észak Amerikába jutását, arra a területre, mely nem látott száj- és körömfájás megbetegedést 1954 óta. Már a 70-es évek óta ez volt a fő érv az útvonal kapcsolat létrehozása ellen. Az Embera-Wounaan és a Kuna indiánok is kifejezték aggodalmukat, miszerint a főútvonal befejezése kultúrájuk pusztulásához vezethet.

## Emberek

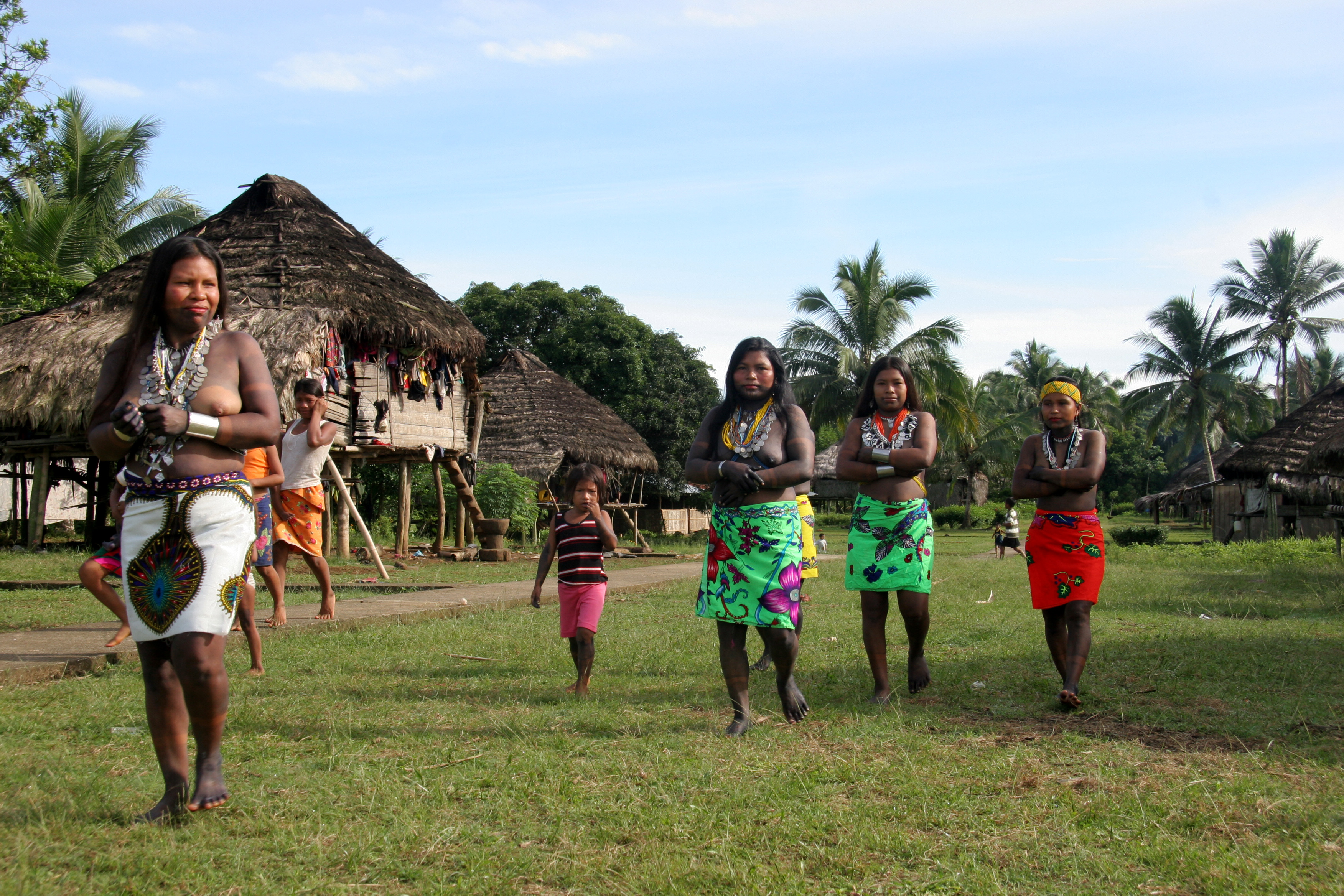
Embera asszonyok, Panama

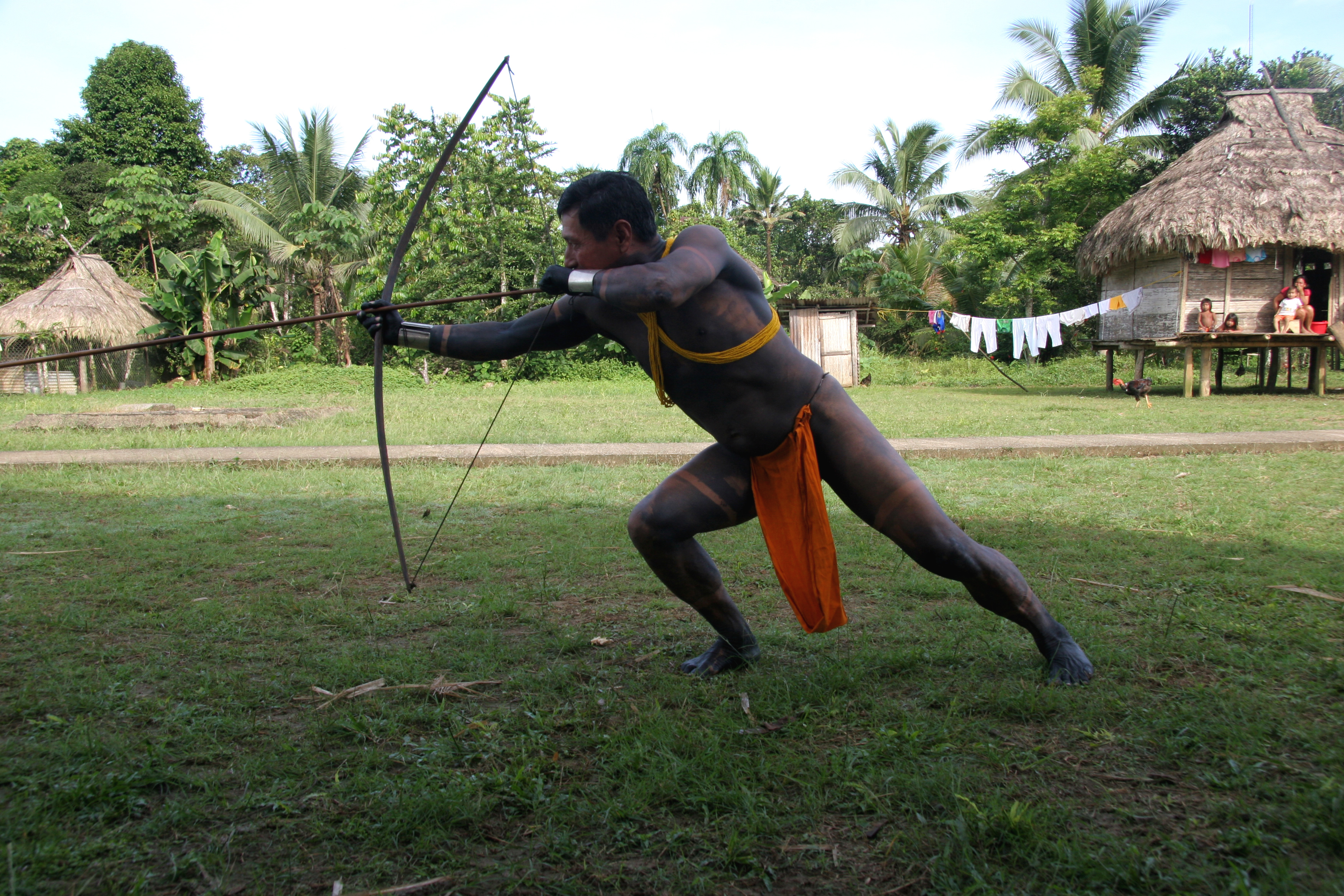
Embera törzsi férfi

A régió a Embera-Wounaan és a Kuna indiánok hazája (korábban a Cueva nép hazája volt a 16. századi kiirtásukig). A közlekedés fatörzsből kivájt keskeny kenukkal (piragua) lehetséges. A panamai oldalon La Palma a tartományi székhely és egyben a kulturális központ is. A mesztic lakosság központja Yaviza és El Real. Népességszámuk az 1980-as jelentések alapján körülbelül 1700 fő. A kukorica, a manióka, a plantain és a banán az alapvető élelmiszernövények minden olyan területen, ahol talaj kialakult.

## Természeti erőforrások
A régió területén két kiterjedt nemzeti parkot találunk: Darién Nemzeti Park (spanyolul: Parque Nacional Darién) a panamai oldalon míg a Los Katíos Nemzeti Park (spanyolul: Parque Nacional de Los Katíos) a kolumbiai oldalon terül el. A régió erdeiben egykoron nagy kiterjedésű cedrela- és mahagónierdőségek voltak, de az állomány jelentős részét a favágók megtizedelték.  
A Darién Nemzeti Park alapításának éve 1980, körülbelül 5790 négyzetkilométeres területet fed le, ezzel Közép-Amerika legnagyobb nemzeti parkja.

## Átkelés a Darién-régión
A régiót gyakran érintik négykerékmeghajtású, valamint egyéb járművek, melyek megkísérlik az átkelést kontinensközi útjuk során. Az első gyarmatosítás utáni expedíció a Marsh Darien Expedíció volt 1924-25-ben, melyet számos nagyobb szponzor támogatott, ilyen volt a Smithsonian Intézet.
Az első gépkocsik amelyekkel megkísérelték az átkelést a Trans-Darién Expedíció járművei voltak, mégpedig egy Land Rover Range Rover La Cucaracha Cariñosa (A gyengéd csótány) és egy Land Rover Series II. A legénység 4 főből állt, a panamai Amado Araúz és felesége Reina Torres de Araúz, valamint az angol Richard E. Bevir (aki korábban a Special Air Service-nél (SAS) szolgált a brit haderőben) és egy ausztrál mérnök Terence John Whitfield volt a tagja. 1960. február 2-án hagyták el a panamai Chepót és 1960. június 17-én érték el a kolumbiai Quibdót. Átlagsebességük 201 méter volt óránként 136 napon keresztül. Nagy utat tettek meg egészen a bővizű Atrato-folyóig.
1960 decemberében Danny Liska motorkerékpárral szelte át Amerikát Alaszkától Argentínáig, így útja során áthaladt a régión. Liska kénytelen volt hátrahagyni motorkerékpárját majd hajóval és gyalogszerrel átkelnie a régió erdeiben. 1962-ben a General Motors és a Chevrolet Corvairs csapata, egy buldózer és egy üzemanyagot szállító teherautó kíséretében sikertelen átkelési kísérletet hajtott végre a területen.
A Brit Transz-Amerikai Expedíció volt az első járműre alapozott expedíció mely megkísérelte átszelni egész Észak- és Dél-Amerikát a Darién régión keresztül. Az utazáshoz használt Range Rovert John Blashford-Snell vezette 1972-ben. Habár hajók is segítették a vállalkozást, így sikeresen kikerülhették a kolumbiai Atrato mocsarat, mely közvetlenül a Transz-Amerikai főútvonalon fekszik, valamint nélkülözhetetlen támogatást kaptak a brit hadseregtől is. Az expedícióról Russel Braddon ausztrál író írt könyvet 1974-ben The Hundred Days of Darien címmel.
Az első teljesen szárazföldi átkelést (mások hajókat használtak egyes szakaszok teljesítésénél) Ian Hibell brit kerékpáros hajtotta végre,  aki a Horn-fok-tól egészen Alaszkáig jutott el 1971 és 1973 között. Hibell teljesítette a közvetlen dél-észak irányú szárazföldi útvonalat, beleértve a kolumbiai Atrato mocsáron való áthaladást is. Hibellt a régión való átkelésnél két új-zélandi kerékpáros is elkísérte, akik azonban nem folytatták vele a vállalkozást Alaszka felé. Hibell Horn-foktól Alaszkáig tartó expedíciójáról könyvet is írt, mely 1984-ben jelent meg Into the Remote Places címmel.
Az első motorkerékpárral való átkelés Robert L. Webb nevéhez fűződik 1975 márciusából. Egy másik négy keréken való átkelést Mark A. Smith és csapata hajtott végre 1978-79-ben. Smith és emberei öt Jeep CJ-7 gépjármű segítségével 400 km-t vezettek a régióban, 30 nap leforgása alatt. Számos kilométert az Atrato-folyó uszályainak használatával tettek meg. Mark Smith Driven by a Dream címmel jelentetett meg könyvet, mely dokumentálja útjukat.
Az első autóval megkísérelt teljesen szárazföldi átkelésre 1985–1987 között került sor. Loren Upton és Patty Mercier egy CJ-5 Jeep típusú gépkocsival próbálkozott. A vállalkozás 741 napig tartott, ezalatt 201 km-t tettek meg kizárólag szárazföldön. A vállalkozás sikerét az 1992-es Guinness Rekordok Könyve rögzíti. Ráadásul Upton 1995-ben visszatért és ő lett az első, aki motorkerékpárral kizárólag szárazföldön átkelt a régión 49 napon belül.
A 90-es években a régió területén megnyílt a komp közlekedés, melyet a Crucera Express biztosított, majd 1997-ben megszüntette az üzemeltetést.
Számos híres gyalogos átkelés is ismeretes. Sebastian Snow Wade Davis segítségével 1975-ben, Tűzföld és Costa Rica közötti vándorlása részeként. Ezt a vállalkozást az 1976-ban megjelent The Rucksack Man című könyv örökíti meg. 1981-ben, George Meegan volt a következő, egy hasonló kaland során. Ő szintén Tierra Del Fuego tartományából indult és végezetül eljutott Alaszkába gyalogosan. 1988-as életrajza (The Longest Walk) leírja az utazást és egy külön 25 oldalas fejezetet tartalmaz a régió erdeibe való behatolásról. Karl Bushby 2001-ben, Goliath Expedíciója részeként gyalogszerrel vándorolt végig Dél-Amerika legdélibb pontjától kezdve egészen a Bering-szorosig, majd vissza hazájába, Angliába, eközben semmilyen közlekedési eszközt (beleértve hajót) sem használva átkelt a régión Kolumbiából Panamába.
A legtöbb átkelést Panamából Kolumbiába átlépve hajtották végre. 1961 júliusában, három főiskolai tanuló haladt át a területen a San Miguel-öbölből Puerto Obaldiába a Parita-öblön keresztül (közel Kolumbiához) és végezetül Mulatupúba, mely akkoriban San Blas néven volt ismeretes, manapság pedig Kuna Yala néven azonosítanak. A szoroson való átkelést banáncsónakkal, piraqua kenuval és gyalogosan teljesítették a Río Turia (La Palma és El Real de Santa Maria) folyón, a Río Chucunaque (Yaviza) folyón, a Río Tuquesa folyó kereskedelmi víziútján (Choco indián falun) és a Serranía del Dariénen keresztül
1985-ben a Raleigh Project, amely a Drake Projektből nőtte ki magát 1984-ben és 1989-ben Raleigh International névre keresztelték, támogatást biztosított egy újabb, a régión áthaladó expedíció számára. Az útvonal az 1961-es vállalkozással volt azonos, csak ellentétes irányban. Az expedíció a Caledonia-öbölben kezdődött, a Serranía del Darién földjén követve a Río Membrillo folyót,  elérte a Río Chucunaque folyót és Yaviza települését. Nagyjából azt az útvonalat követték, melyet Vasco Núñez de Balboa is használt 1513-ban.
2000-ben Tom Hart Dyke-ot és társát, Paul Windert feltételezhetően a Kolumbia Forradalmi Fegyveres Erői (FARC) nevű szervezet gerillái raboltak el Panama és Kolumbia között, miközben orchideafajokat kutattak fel, melyek tanulmányozása nagy szenvedélyük volt. Kilenc hónapon keresztül tartották fogva őket és halállal is fenyegették, végezetül váltságdíj megfizetése nélkül, sértetlenül elengedték.
A kora 1980-as évektől az 1990-es évek közepéig egy brit utazási iroda, az Encounter Overland, 2-3 hetes túrákat szervezett a területre Panamából Kolumbiába és vissza. Ezen utazások során mindenféle eszközt igénybe vettek amely csak elérhető volt: dzsipeket, buszt, hajót, de gyalogszerrel is haladni kellett, melynek során az egyénnek kellett cipelnie saját étel- és italkészletét valamint a menedék építéséhez nélkülözhetetlen kellékeket. A résztvevők között találhattunk mindenféle nemzetiségű és korú férfiakat és nőket, akiket tapasztalt túravezetők kísértek. Az egyik vezető 9 régióátkelést hajtott végre és később mint logisztikai vezető és koordinátor szolgált a BBC Natural History Unitnek a dokumentumfilmek forgatása alatt. A műsor címe A Tramp in the Darien volt,  melyet a BBC 1990-91-ben tűzött műsorra.
Mára egy átkelés a régión gyalogosan vagy akár hajón (Panama utolsó és Kolumbia első útja között) egyre veszélyesebbé vált a kolumbiai polgárháború miatt. Az esőerdő kolumbiai oldala, a Katios Park területe végezetül fegyveres csoportok ellenőrzése alá került. Mindezeken túl még Panama területére is behatoltak és elfoglaltak néhány erdei falut, ahol elraboltak és megöltek helyieket és turistákat is. Azok a hátizsákos turisták, akik eddig alkalomszerűen bemerészkedtek a területre és megkísérelték az átkelést, innentől jobb ha hajóval vagy repülőgéppel szelik át a vidéket, vagy egyszerűen kihagyják ezt a szakaszt. Az atrocitások száma folyamatosan emelkedik. Andrew Egan 18 évesen végigjárta a régió esőerdejét; Crossing the Darien Gap címen megjelent könyvében részletezi tapasztalatait.
2009-ben egy csapat ausztrál (Roly Stokes, Adam Broadbent és Andrew Young) és egy bolíviai (Claudia Orellana) kizárólag két Kawasaki KLR650 motorkerékpárral hajtott hajót épített, hogy áthajózzanak a területen, a kolumbiai Turbóból a panamai Cartibába. Az utazás 4 héten át tartott, és ez volt az első kontinensközi és nemzetközi motorkerékpármeghajtásúhajó-túra. A dokumentumfilm (Four Strokes of Luck) végigköveti az építés menetét és az utazást is. Pet Farmer ultramaratonista 2011 szeptemberében haladt át a szoroson küldetése részeként, mely az Északi-sarktól a Déli-sarkig tartó utat hivatott bejárni.

## Fegyveres konfliktusok és emberrablás
A Darién régió területén működik a marxista Kolumbia Forradalmi Fegyveres Erői (FARC) mely számos alkalommal megsértette az emberi jogokat évtizedes fennállása alatt a kolumbiai kormány elleni lázadása során, beleértve számtalan emberrablást is. A FARC-lázadók mind a kolumbiai, mind a panamai oldalon jelen vannak.
1993-ban a régió panamai oldali esőerdőjében Pucuróban eltűnt három misszionárius, akik a New Tribes missionaries tagjaként érkeztek a területre. 2000-ben brit turistákat raboltak el és tartottak fogva 9 hónapon keresztül, melyet Tom Hart Dyke és Paul Winder dokumentált a The Cloud Garden című könyvben.
2003-ban Robert Young Peltont és két útitársát, Mark Wedevent és Megan Smakert, akik a National Geographic Adventure Magazine megbízásából érkeztek a területre, egy hétig tartotta fogva a Kolumbiai Egyesült Önvédelmi Erők jobboldali, kormánypárti félkatonai szervezet. Erről a média részletesen is beszámolt.